# Олефір Володимир Андрійович
Володи́мир Андрі́йович Олефір (26 лютого 1980, Полтава, Українська РСР, СРСР) — український футболіст, захисник.

## Ігрова кар'єра
У дорослому футболі дебютував 1997 року в дублі полтавської «Ворскли».
У вищій лізі чемпіонату України грав з 2004 по 2010 роки (з перервою) в командах «Ворскла», «Кривбас», «Іллічівець», «Нафтовик-Укрнафта» та «Оболонь». Всього 49 матчів.
Після успішної гри в «Ворсклі» та «Кривбасі» перейшов в «Іллічівець». З цією командою втратив місце у вищому дивізіоні, і вже через півтора місяця втратив місце в складі команди Семена Альтмана. Як вільний агент ще до закриття трансферного вікна перейшов в «Нафтовик-Укрнафта». У складі команди-новачка вищого дивізіону 3 листопада 2007 забив один з голів у ворота «Ворскли». Цей матч приніс охтирській команді першу історичну перемогу у вищій лізі.
Після завершення сезону Анатолій Дем'яненко запросив Олефіра в «Нефтчі» напередодні матчів Кубка Інтертото. Олефір непогано показав себе в матчах єврокубків. Але після відходу з команди Анатолія Дем'яненка та приходу німця Юргена Геде, Олефір втратив місце в основі.
Після повернення з Азербайджану безуспішно намагався працевлаштуватися спочатку в «Таврії», а потім у «Зорі». Підтримував форму у складі полтавських аматорських команд, поки не уклав контракт з «Оболонню». Ця команда стала останньою для Олефіра в Прем'єр-лізі.